# Власенко Дмитро Анатолійович
Дмитро́ Анато́лійович Вла́сенко  — український військовослужбовець, полковник, правознавець, професор Харківського національного університету внутрішніх справ, екс-командир 15-ї бригади оперативного призначення Національної гвардії України, учасник російсько-української війни. Герой України (2024).

## Життєпис
2000 року закінчив окремий факультет внутрішніх військ МВС України при Національній академії прикордонних військ України імені Богдана Хмельницького, потому до 2003 року служив у полку спеціального призначення «Гепард» ВВ МВС України на посадах командира взводу та роти, пізніше перевівся до загону спеціального призначення «Омега». 
У 2006—2007 рр. навчався у Школі офіцерів Національної жандармерії Франції у м. Мелені, після повернення в Україну проходив службу у Головному управлінні ВВ МВС України, водночас здобуваючи освіту в Інституті міжнародних відносин Київського національного університету імені Тараса Шевченка.
2012 року повернувся до служби у спецпідрозділах, у 2014—2017 рр. був командиром групи окремого загону спеціального призначення Східного територіального управління НГУ, брав участь у  АТО/ООС. 2017 року звільнився з військової служби у запас за станом здоров'я.
Навесні 2021-го повернувся на військову службу, обіймав посади командира відділення інструкторів та заступника командира 4-ї бригади оперативного призначення НГУ. Очолювана ним тактична група 4-ї бригади героїчно проявила себе під час тривалої оборони м. Рубіжного на [Луганська область[|Луганщині]].
У січні 2023 року призначений командиром 15-ї бригади оперативного призначення НГУ. 
У жовтні 2023 підрозділу під його командуванням вдалося просунутися майже на 3 км вглиб фронту, захопити полонених і трофейну зброю, знищити склади боєприпасів та техніку ворога. Наприкінці того ж року він вдало організував відбиття штурму українських позицій у Запорізькій області та, ризикуючи життям, під щільним вогнем противника прорвався до двох поранених українських воїнів і успішно їх евакуював. 
Від липня 2024 — проректор, згодом — професор кафедри тактико-спеціальної підготовки  Харківського національного університету внутрішніх справ. Автор низки праць, зокрема «Адміністративно-правовий статус суб’єктів забезпечення реалізації заходів правового режиму воєнного стану» («Європейські перспективи», 2017, № 3), «Сутність та особливості воєнного стану як об’єкта адміністративно-правового регулювання» («Наше право», 2022, № 3), «Зарубіжний досвід забезпечення реалізації заходів правового режиму воєнного стану та можливості його використання в Україні» («Вісник Кримінологічної асоціації України», 2024, № 2).

## Нагороди
- звання Герой України з врученням ордена «Золота Зірка» (25 березня 2024) — за особисту мужність і героїзм, виявлені у захисті державного суверенітету та територіальної цілісності України, самовіддане служіння Українському народові[2];
- орден Богдана Хмельницького II ступеня (28 вересня 2023) — за особисту мужність і самовідданість, виявлені у захисті державного суверенітету та територіальної цілісності України, сумлінне та бездоганне служіння Українському народові[3];
- орден Богдана Хмельницького III ступеня (24 травня 2022) — за особисту мужність і самовіддані дії, виявлені у захисті державного суверенітету та територіальної цілісності України, вірність військовій присязі[4];
- орден Данила Галицького (20 червня 2014) — за особисту мужність і героїзм, виявлені у захисті державного суверенітету та територіальної цілісності України, вірність військовій присязі під час російсько-української війни[5].

## Військові звання
- полковник;
- підполковник.